# Botifarró blanc
El botifarró blanc és un embotit cuit, curt i més aviat ample, tradicional de les illes Balears
La seva elaboració data de l'època de dominació romana a les illes. Està fet amb carn magra i vísceres de porc cuites, picades i barrejades amb xulla, sal i espècies, que s'emboteix en una finíssima membrana de greix i es torna a coure. Habitualment es menja fregit, però també es pot menjar cru.
Amb els mateixos ingredients, però afegint sang de porc, i un aspecte completament diferent, fosc, llarg i prim, es fa el botifarró negre, que se sol menjar fregit en trossos.